# Rivière Blake
Rivière Blake är ett vattendrag i Kanada.   Det ligger i provinsen Québec, i den sydöstra delen av landet, 400 km nordväst om huvudstaden Ottawa.
Runt Rivière Blake är det mycket glesbefolkat, med 5 invånare per kvadratkilometer.